# Tezaab Is Acid
Tezaab (hindi: तेज़ाब, urdu: تیزاب, tłum „Kwas”) – indyjski film, bollywoodzki dramat miłosny z 1988 roku. Uczynił on sławną Madhuri Dixit i wzmocnił pozycję nagrodzonego za rolę Munny Anil Kapoora. Film ten opowiada historę przemiany młodego ufnego idealisty Mahesha w poszukiwanego przez przestępcę Munnę. W opowieści tej skonfrontowano ze sobą postawy dwóch policjantów: skorumpowanego, który za pieniądze gotów jest obciążyć winą niewinnego człowieka i obrońcy prawa służącego przywracaniu ładu i sprawiedliwości. Przede wszystkim jednak film ten jest pochwałą miłości, która gotowa jest pokonać wszystkie przeszkody i pieśnią na cześć pełnej poświęceń przyjaźni. Wśród przedstawionych relacji pokazano też chorą relację ojca (Anupam Kher) podporządkowującego swoją córkę własnym potrzebom, nie liczącego się z jej uczuciami.
Piosenka ek do teen była w czołówce indyjskich list przebojów. Film ma odniesienia do filmu Streets of Fire.

## Fabuła
Kiedy oficer policji Gaga Singh (Suresh Oberoi) spotyka po raz pierwszy Mahesha Deshmukha (Anil Kapoor) jest poruszony postawą młodego człowieka. Pełen ufności do ludzi, gotów do poświęceń dla ojczyzny, uszczęśliwiony tym, że przystępując do marynarki spełnia marzenia ojca, nie wie jeszcze, że za chwilę będzie musiał skonfrontować się z cierpieniem. Na jego oczach podczas napadu na gang giną rodzice. Na jego barki spada odpowiedzialność za młodszą siostrę. Zaczyna studia w college’u dorabiając jako ratownik na basenie. Pociechę stanowią spotkania z przyjaciółmi, oparcie w lojalnym Babanie (Chunky Pandey). Mahesh, dobry brat i przyjaciel w sprawach sercowych jest jednak graczem. Uważa, że stosując odpowiednie reguły gry można w sobie rozkochać każdą dziewczynę. Zakłada się z przyjaciółmi, że wzbudzi miłość w podziwianej przez wszystkich Mohini Mandhr (Madhuri Dixit). Gdy upojony podbojem opowiada ze śmiechem przyjaciołom, jak zdobył serce dziewczyny, dostrzega nagle przed sobą zapłakaną twarz Mohini. Prawdziwość jej uczuć i łzy dotykają go boleśnie. Ale odzyskać teraz jej rozżalone serce jest dużo trudniej.

## Obsada
- Anil Kapoor – Munna/Mahesh Deshmukh -Nagroda Filmfare Krytyków dla Najlepszego Aktora
- Madhuri Dixit – Mohini – nominacja do Nagrody Filmfare dla Najlepszej Aktorki
- Anupam Kher – Shyamlal (ojciec Mohini)
- Chunky Pandey – Baban, najlepszy przyjaciel Munny - nominacja do Nagrody Filmfare dla Najlepszego Aktora Drugoplanowego
- Mandakini – Nikita (gościnnie)
- Kiran Kumar – Lotiya Pathan
- Annu Kapoor – Abbas Ali (Guldasta)
- Suresh Oberoi – inspektor Gagan Singh
- Tej Sapru – Saxena
- Johnny Lever – Kainchee Munny (kumpel)
- Mahavir Shah – inspektor Gupta
- Suparna Anand – Jyoti Deshmukh Munny siostra
- Jack Gaud – Mukut Bihari
- Dinesh Hingoo – Marwadi Seth w Irani Hotel
- Achyut Potdar – Munny (ojciec)

## Muzyka i piosenki (w playbacku śpiewają)
Muzykę do filmu skomponował duet Laxmikant-Pyarelal, autorzy muzyki do takich filmów jak „Khalnayak”, „Hum”, „Ram Lakhan”, „Mr. India”, „Tezaab Is Acid”, „Amar Akbar Anthony”, „Bobby (1973)”.
- Alka Yagnik – Ek Do Teen
- Nitin Mukesh – So gaya ye jahan
- Shabbir Kumar -So gaya ye jahan
- Amit Kumar – Ek Do Teen Male Version
- Keh Do Ke Tum Ho Meri
- Kuch Karke Dikhao To Jaane

## Nagrody
- Anil Kapoor – Nagroda Filmfare Krytyków dla Najlepszego Aktora
- Madhuri Dixit – nominacja do Nagrody Filmfare dla Najlepszej Aktorki
- nominacja do Nagrody Filmfare dla Najlepszego Aktora Drugoplanowego